# Автомотриса

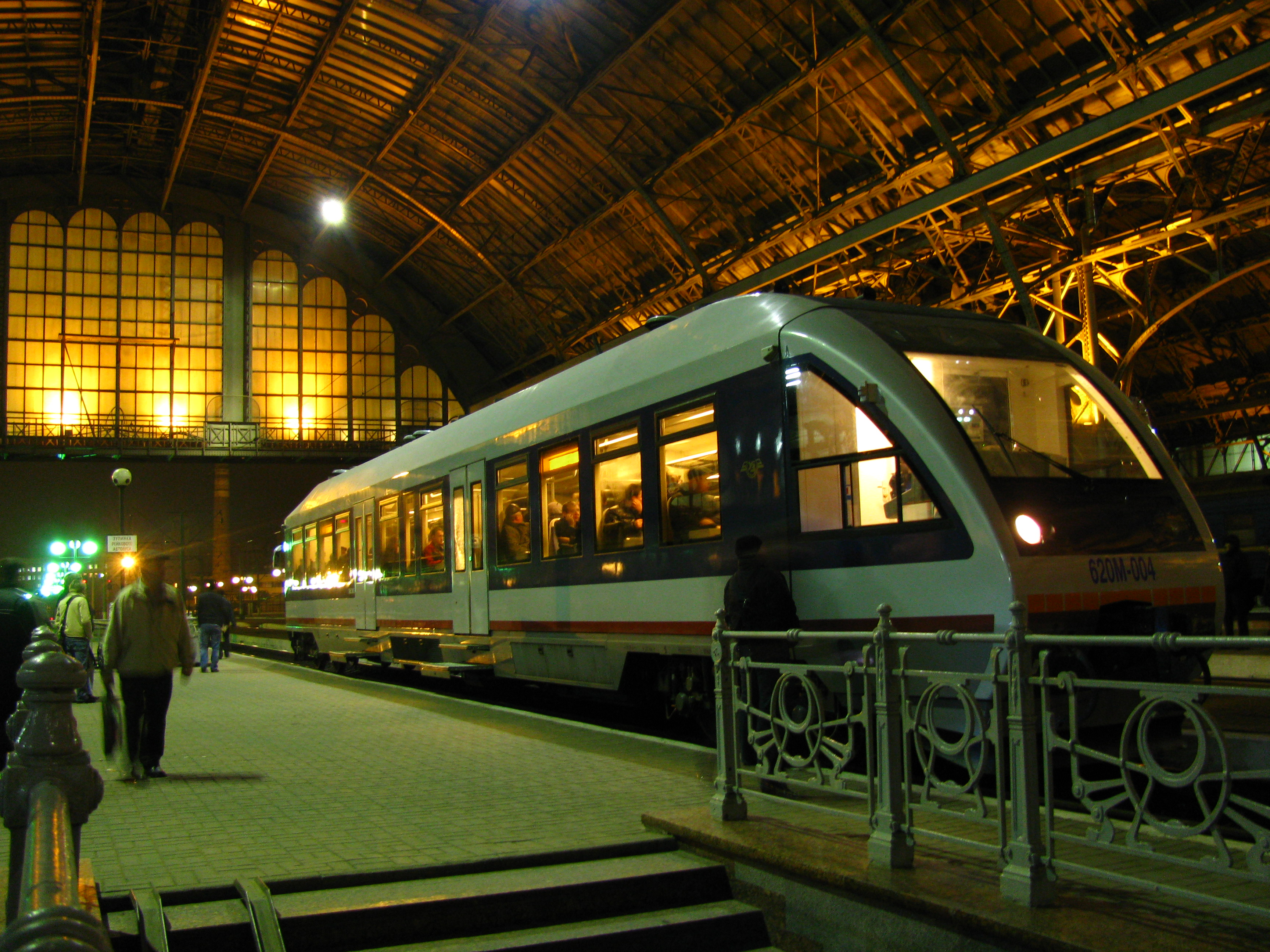
Міський рейковий автобус у Львові

Автомотри́са (фр. automotrice від дав.-гр. αὐτός — «сам» та лат. mōtrīx — «та, що приводить у рух», жіночий рід до motor) — самохідний залізничний пасажирський або службовий вагон з самостійною силовою установкою, в якій первинним двигуном є двигун внутрішнього згоряння. Передача від двигуна до рухових осей автомотриси може бути електричною, механічною, гідромеханічною. Двоосьова приміська автомотриса має 50—70 місць. Потужність двигуна становить 120—180 кінських сил, швидкість — 60—75 км/год. Потужність силової установки становить 1600—1700 кінських сил, швидкість — до 160 км/год. Автомотриси мають високий ККД первинного двигуна і велику потужність на 1 т маси.

## Різновиди
Автомотриса іноді має один або два причіпні вагони, становлячи з ними одну секцію. Кілька зчеплених секцій утворюють дизельний поїзд. Автомотриса в дизельному поїзді розташована на початку потягу, або в обох його кінцях; керування всіма механізмами і двигунами здійснюється з одного поста. Одиничні автомотриси, або потяги, які приводить в рух автомотриса, що мають у своєму складі два або три вагони, також називають рейковими автобусами. Якщо чотири вагони і більше — дизель-потягами (дизель-поїздами).
Автомотрисами також називають мотодрезини — дрезини, що приводяться в рух двигуном внутрішнього згорання, — та мототрамваї (бензотрамваї, бензомототрамваї).

## Історія
Вважають, що одну з перших в Європі (та першу серійну) автомотрису сконструював інженер М. А. Кабані з міста Меклен, Бельгія. Вона була побудована 1877 та виставлена Паризькій виставці 1878. Ця автомотриса рухалась завдяки паровому двигуну, і в ній були передбачені пасажирські місця першого, другого та третього класу, та відділення для багажу, а також спеціальні короби для собак під днищем. Всього було побудовано 15 таких автомотрис, що використовувались, переважно, в провінціях Антверпен та Хаінот.

## Автомотриси в Україні
В Україні перші автомотриси-бензотрамваї з'явилися 1911 для сполучення лівого і правого берегів Дніпра у Києві, коли було запущено лінію бензотрамваю. Згодом система розрослася на все київське лівобережжя. Одна лінія сполучала Київ з Броварами. 1930 для сполучення залізничного вокзалу з Успенським монастирем, лінію бензотрамваю було відкрито у Святогірську. Обидві системи припинили своє існування під час Другої світової війни.
Перша в Україні автомотриса на залізниці з'явилася 1936; це був рейковий автобус. Він сполучав Львів з Бориславом, Коломиєю та Тернополем і називався «Моторний експрес-потяг», в народі — «Люкс-торпеда». Це був двокабінний мотовагон завдовжки 22 метри, місткістю 52 пасажири, що приводився в рух двома шестициліндровими дизельними двигунами, що дозволяли забезпечити максимальну швидкість 120 км/год. Середня швидкість руху, натомість, становила 100—105 км/год. Він сполучав Львів з Тернополем менш, ніж за дві години. Вагон було збудовано 1936 на Польській фабриці локомотивів для сполучення Кракова з курортним Закопане, проте згодом, того ж року, його зняли з цього маршруту та направили у Галичину. Тут «Люкс-торпеда» працювала до Другої світової війни.
У Радянському Союзі автомотриси набули популярності, як складові частини дизель-потягів, які використовувалися як заміна електропоїздам на неелектрифікованих ділянках.

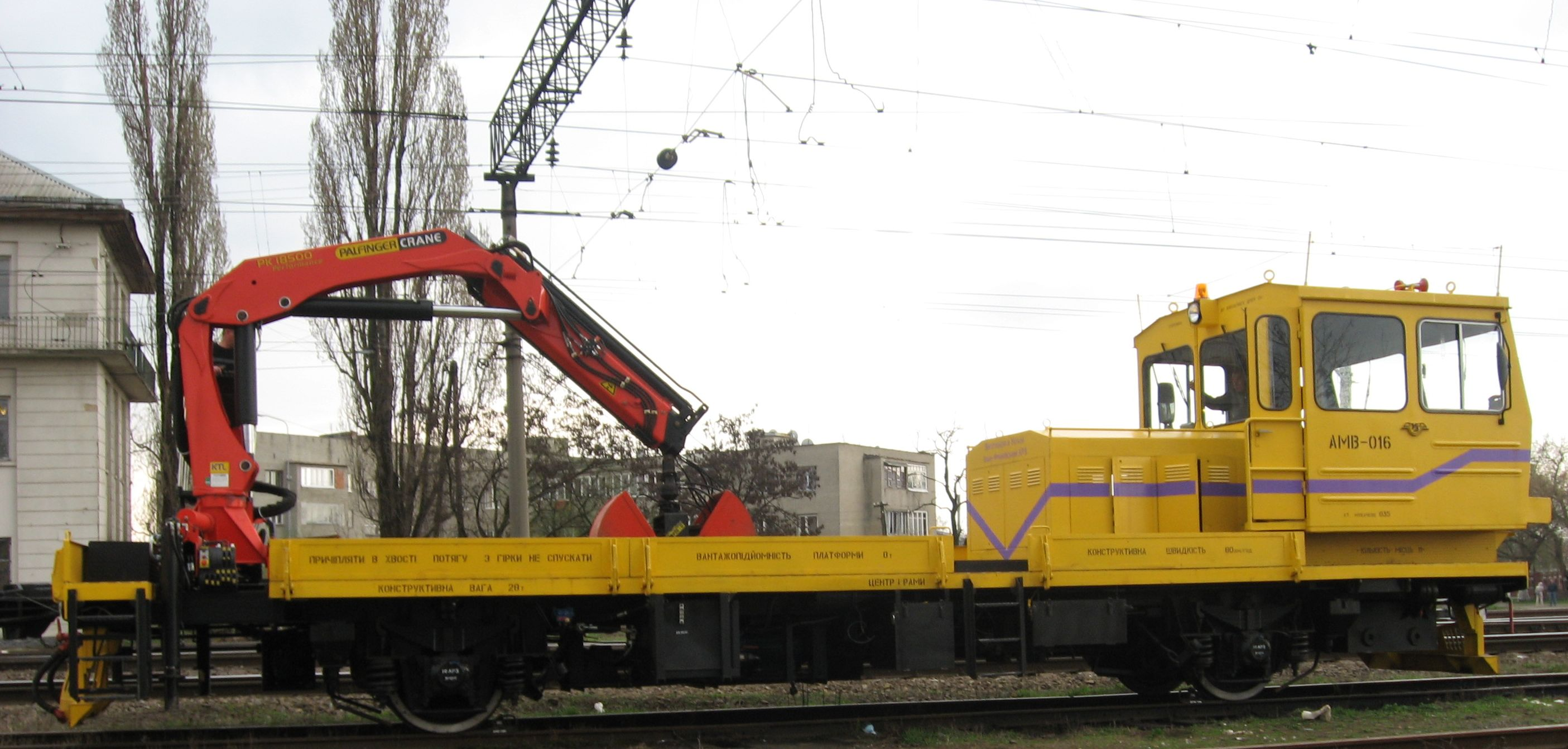
Автомотриса АМВ-016

В 1995р. Івано-Франківський локомотиворемонтний завод уперше в Україні розпочав серійне виробництво автомотрис. Автомотриса вантажна АМВ призначена для: виконання навантажувально-розвантажувальних робіт, перевезення елементів верхньої будови колії, інструментів, механізмів і пристосувань; виконання будівельно-монтажних робіт, проведення аварійно-відновлювальних, планово-запобіжних і ремонтних робіт колії, а також для перевезення бригади робочих до місця робіт; технічне обслуговування і ремонт пристроїв СЦБ (сигналізації, централізації і блокування); живлення електроенергією споживачів в польових умовах.
В середині 2000-их на Львівській залізниці з'явився перший сучасний рейковий автобус в Україні. Це виготовлений у Польщі вагон PESA 620M. Він курсував за маршрутом «Львів — Ворохта», який долав відстань за 4 години і називався «Буковель» (на честь гірськолижного курорту). Згодом, через нерентабельність, маршрут скасували, а рейковий автобус став курсувати між Львовом та Рівним, проте через деякі незручності для пасажирів на далеких маршрутах, з 2009 маршрут знову змінено. Рейковий автобус виконував міські рейси у Львові, сполучаючи міські райони Сихів і Підзамче. Упродовж півроку ним скористалось 67 903 пасажири, що становить 84 879 гривень виручки. Натомість витрати на експлуатацію склали 1 256 000 гривень. Таким чином збитки Львівської залізниці через курсування рейкового автобуса склали 1 181 000 гривень. 15 червня 2010 року маршрут рейкового автобусу скасували.